# Kiriłł Kolcow
Kiriłł Anatoljewicz Kolcow, ros. Кирилл Анатольевич Кольцов (ur. 1 lutego 1983 w Czelabińsku) – rosyjski hokeista, reprezentant Rosji, trener.

## Kariera zawodnicza
- Awangard Omsk (1999-2003)
- Manitoba Moose (2003-2004)
- Awangard Omsk (2004-2007)
- Saławat Jułajew Ufa (2007-2011)
- SKA Sankt Petersburg (2011-2012)
- Saławat Jułajew Ufa (2012)
  -  Toros Nieftiekamsk (2015)
- Torpedo Niżny Nowogród (2015-2016)
- Traktor Czelabińsk (2016-2017)
- Spartak Moskwa (2017-2018)
- Awtomobilist Jekaterynburg (2018/2019)
- Buran Woroneż (2018/2019)

Wychowanek Traktora Czelabińsk. W latach 2007–2011 i ponownie od 2012 roku zawodnik Saławata Jułajew Ufa. W marcu 2013 roku przedłużył kontrakt z klubem o dwa lata. W kwietniu 2014 przedłużył kontrakt z klubem o trzy lata. W listopadzie 2015 przekazany do klubu farmerskiego Toros w Nieftiekamsku. Z początkiem grudnia 2015 zwolniony z Saławatu. Od grudnia 2015 zawodnik Torpedo Niżny Nowogród. Od maja 2016 do grudnia 2017 ponownie zawodnik Traktora. Od grudnia 2017 do kwietnia 2018 zawodnik Spartaka Moskwa.
Uczestniczył w turnieju mistrzostw świata w 2006.

## Kariera trenerska
Po zakończeniu kariery zawodniczej podjął pracę trenera w szkole hokejowej Saławata Jułajew Ufa. W sierpniu 2021 wszedł do sztabu trenerskiego juniorskiej drużyny Tołpar Ufa
Żonaty ze Swietłaną.

## Sukcesy
Reprezentacyjne
- Złoty medal mistrzostw świata juniorów do lat 18: 2001
- Złoty medal mistrzostw świata juniorów do lat 20: 2003

Klubowe
- Srebrny medal mistrzostw Rosji: 2001, 2006 z Awangardem Omsk, 2014 z Saławatem Jułajew Ufa
- Brązowy medal mistrzostw Rosji: 2007 z Awangardem Omsk
- Puchar Mistrzów: 2005 z Awangardem Omsk
- Złoty medal mistrzostw Rosji: 2008 i 2011 z Saławatem Jułajew Ufa

Indywidualne
- Superliga rosyjska 2000/2001:
  - Nagroda dla najlepszego pierwszoroczniaka Superligi (wspólnie z Ilją Kowalczukiem)
- Mistrzostwa świata do lat 18 w 2001:
  - Pierwsze miejsce w klasyfikacji asystentów turnieju wśród obrońców: 7 asyst
  - Pierwsze miejsce w klasyfikacji kanadyjskiej wśród obrońców: 6 punktów
  - Najlepszy obrońca turnieju
- Superliga rosyjska w hokeju na lodzie (2005/2006):
  - Złoty Kask (przyznawany sześciu zawodnikom wybranym do składu gwiazd sezonu)
- KHL (2010/2011):
  - Mecz Gwiazd KHL
  - Najlepszy obrońca – ćwierćfinały i finały konferencji
  - Pierwsze miejsce w klasyfikacji asystentów wśród obrońców w fazie play-off: 9 asyst
  - Trzecie miejsce w klasyfikacji kanadyjskiej wśród obrońców w fazie play-off: 11 punktów
  - Złoty Kask (przyznawany sześciu zawodnikom wybranym do składu gwiazd sezonu)
- KHL (2011/2012):
  - Mecz Gwiazd KHL
  - Drugie miejsce w klasyfikacji asystentów wśród obrońców w sezonie zasadniczym: 32 asysty
  - Pierwsze miejsce w klasyfikacji asystentów wśród obrońców w fazie play-off: 9 asyst
  - Piąte miejsce w klasyfikacji kanadyjskiej wśród obrońców w fazie play-off: 10 punktów
- KHL (2012/2013):
  - Czwarte miejsce w klasyfikacji asystentów wśród obrońców w fazie play-off: 8 asyst
- KHL (2013/2014):
  - Mecz Gwiazd KHL[12]
  - Najlepszy obrońca – półfinały konferencji
  - Trzecie miejsce w klasyfikacji strzelców wśród obrońców w sezonie zasadniczym: 11 goli
  - Pierwsze miejsce w klasyfikacji asystentów wśród obrońców w sezonie zasadniczym: 24 asysty
  - Pierwsze miejsce w klasyfikacji kanadyjskiej wśród obrońców w sezonie zasadniczym: 35 punktów
  - Pierwsze miejsce w klasyfikacji asystentów wśród obrońców w fazie play-off: 9 asyst
  - Trzecie miejsce w klasyfikacji kanadyjskiej wśród obrońców w fazie play-off: 10 punktów
- KHL (2014/2015):
  - Pierwsze miejsce w klasyfikacji strzelców wśród obrońców w sezonie zasadniczym: 18 goli
  - Trzecie miejsce w klasyfikacji asystentów wśród obrońców w sezonie zasadniczym: 30 asyst
  - Pierwsze miejsce w klasyfikacji kanadyjskiej wśród obrońców w sezonie zasadniczym: 48 punktów
- KHL (2016/2017):
  - Czwarte miejsce w klasyfikacji strzelców wśród obrońców sezonie zasadniczym: 12 goli